# 永保林業
永保林業控股有限公司 (港交所：0723) ，是從晉盈控股換取上市，現時主要業務為經營和開發林業產品，其中南美洲業務比重最多。
現時本公司行政總裁梁秋平，主席為John Tewksbury Banigan。日本股神邱永漢也在中山巡視過業務。

## 外部連結
- 永保林業控股 （页面存档备份，存于）
- 永保林業控股投資部 （页面存档备份，存于）